# Diablo: Hellfire
Diablo: Hellfire (от англ. Hellfire — Пламя Преисподней) — дополнение для игры Diablo, разработанное и выпущенное компанией Sierra Entertainment в 1997 году.
Дополнение разрабатывалось против воли Blizzard Entertainment, с разрешения Davidson & Associates, являвшейся на тот момент материнской компанией. Многие изменения, запланированные в дополнении, были отклонены студиями Blizzard, так как к этому времени начиналась разработка Diablo II, в которой планировалось много нововведений. Дополнение не имело официальной поддержки Battle.net и не рассматривалось оригинальными разработчиками как часть канона Diablo.

## Сюжет
Помимо основной сюжетной ветки оригинального Diablo (которая осталась без изменений и идет параллельно), появляется две новые угрозы. С одной стороны Осквернитель (англ. Defiler), гнездо которого находится под Тристрамом, пробудился ото сна и собирается утолить свой голод за счет жителей города. А с другой стороны ищет путь на свободу демон На-Крул (англ. Na-Krul), заточенный магом Хоразоном в склепе Тристрама.
Во вступительном ролике к Hellfire показывается освобождение демона заклинателем.
Квест Хоразона, являющийся ключевой фигурой сюжета Hellfire, был запланирован ещё для оригинального Diablo, но так и не был реализован (в ресурсах оригинальной игры присутствуют озвученные, но не использованные диалоги).

## Нововведения
В дополнении появились новые квесты, предметы (в том числе уникальные) и заклинания. Изменениям подверглись также различные аспекты игрового процесса, например, в городе движение героя резко ускорилось. Появились новые механики, например, руны, используемые для расстановки ловушек, различные масла для улучшения качеств оружия и брони.
Появился новый класс героя — монах, нечто среднее между воином и магом, он может атаковать посохом до трёх противников сразу, при этом блокирует их удары тем же посохом (без использования щита). Также силён в магии, особое умение — поиск предметов. Планировалось, что в дополнении будут также классы барда и варвара, однако они были удалены из игры по требованию Blizzard North, собиравшейся ввести собственные классы в предстоящей Diablo II. Эти два класса можно активировать с помощью несложных действий со стороны игрока.
В Hellfire отсутствует поддержка Battle.net и поддержка игры по сети. Чтобы включить сетевой режим, также понадобится внести изменения в конфигурацию игры.
Впоследствии пользователями было выпущено несколько модификаций, исправляющих многие ошибки и вносивших улучшения в игровой процесс.

## Критика
| Иноязычные издания           | Иноязычные издания |
| Издание                      | Оценка             |
| ---------------------------- | ------------------ |
| PC Games                     | A-                 |
| Computer Games Strategy Plus | [ 4 ]              |
| Русскоязычные издания        |                    |
| Издание                      | Оценка             |
| «Игромания»                  | [ 5 ]              |
| «Страна игр»                 | 9 из 10            |

Игра была благосклонно принята критиками и игроками. Hellfire в 1998 году стала финалистом Computer Gaming World в номинации «Лучшее дополнение», уступив первое место StarCraft: Brood War.